# 속눈썹이 긴 여자
"속눈썹이 긴 여자"는 1970년 공개된 대한민국의 영화이다.

## 배역
- 문희
- 최무룡
- 윤양하
- 이낙훈
- 남미리
- 장혁
- 전숙
- 김기범
- 석인수
- 이예민
- 박예숙
- 김경란
- 이예성
- 송일근
- 권오상
- 김수천